# Sharada (actrice)
Sharada, née Saraswati Devi le 25 juin 1945 à Tenali, est une actrice du cinéma indien et une personnalité politique.
Connue pour son travail principalement dans les films télougous et malayalams, Sharada est lauréate de trois National Film Awards de la meilleure actrice. Elle est également connue sous le nom d'Urvasi Sharada car le National Film Award de la meilleure actrice est officiellement désigné comme l'Urvasi Award. Sharada a également reçu le Kerala State Film Award de la meilleure actrice (1970), le Filmfare Award de la meilleure actrice en malayalam (1987) et le NTR National Award (en), décerné par le gouvernement de l'Andhra Pradesh, pour sa contribution au cinéma indien.
Elle est parlementaire, membre de la Lok Sabha pour le parti Telugu Desam (en).

## Biographie
Sharada est née Saraswati Devi à Tenali, en Andhra Pradesh, Inde. Ses parents, Venkateswar Rao et Satyavathi Devi, appartiennent à une famille d'agriculteurs. Elle a un frère, Mohan Rao. Sharada est envoyée à Madras dans son enfance pour vivre avec sa grand-mère Kanakamma. Sharada décrit sa grand-mère comme une « stricte disciplinaire » qui, plus tard, « ne laissait même pas les héros la toucher » et n'autorisait « les répétitions que le dimanche ».
Sharada commence à apprendre la danse à l'âge de six ans. Elle a l'habitude de se produire pendant Navratri et d'autres festivals de temple. C'est à cause du désir de sa mère qu'elle apprend la danse. Sa mère veut qu'elle devienne une « grande star du cinéma ». Bien que le père de Sharada ne soit pas très intéressé par cette idée, il ne l'en empêche pas. Sharada épouse l'acteur télougou Chalam (en). Le couple divorce par la suite. Désormais, Sharada vit avec la famille de son frère à Chennai.